# Amphithéâtre de Serdica
L'amphithéâtre de Serdica (amphiteatrum serdicense, (bg) Амфитеатър на Сердика, Amfiteatar na Serdika) est un amphithéâtre romain.
Il tire son nom de la ville d'Ulpia Serdica, qui est l'ancienne ville de Sofia, capitale de la Bulgarie.
Il est découvert en 2004, puis bénéficie de deux campagnes de fouilles en 2005-2006. Les ruines de l'amphithéâtre se trouve sur deux sites adjacents dans le centre de Sofia. Il est construit aux IIIe et IVe siècles sur le théâtre des IIe et IIIe siècles qui a été détruit par les Goths. Cependant, l'amphithéâtre a été en fonction moins d'un siècle puisqu'il a été abandonné au Ve siècle.
L'arène est ovale et mesure 60 m par 43 m, à peine 10 m de moins que le Colisée de Rome, le plus grand du monde antique. Il est parmi les plus grands de la partie orientale de l'Empire romain et le plus grand de ceux présents en Bulgarie. Il se trouve à l'extérieur des murs de la ville de Serdica et hébergeait des combats entre gladiateurs et fauves, qui étaient annoncés à l'entrée de la ville.

## Histoire

Localisation de l'amphithéâtre à côté de la cité d'Ulpia Serdica.

L'amphithéâtre de Serdica est construit sur un précédent théâtre romain construit entre le IIe siècle et IIIe siècle. Les vestiges de la construction précédente ont été découverts à cinq mètres (16 pieds) sous les ruines de l'amphithéâtre,. Le théâtre, d'une largeur de cinquante-cinq mètres est construit en même temps que les murs défensifs de Serdica sous Commode. Ce bâtiment est en fonction pendant les règnes de Septime Sévère et de Caracalla : le premier ayant visité le théâtre avec sa famille en 202 ou 209. Cependant, au cours du premier semestre de l'année 268, un raid gothique ravage le théâtre et son incendie amène à un abandon du bâtiment.
Des témoignages archéologiques comme des pièces de monnaie et de la céramique, ou un médaillon rare en bronze d'Antinoüs, montrent que l'amphithéâtre est construit sur les ruines du théâtre en deux étapes de la fin du IIIe siècle au début du IVe siècle, sous les règnes des empereurs romains Dioclétien et Constantin le Grand,. Après moins d'un siècle d'utilisation, l'amphithéâtre est abandonné au cours du Ve siècle, peut-être en raison de la politique anti-païenne de Théodose Ier. Puis pendant le Ve siècle et le VIe siècle, les envahisseurs barbares installent leurs maisons à l'intérieur de l'ancienne arène, et pendant la période ottomane (fin du XIVe siècle au XIXe siècle), cette dernière est utilisée comme une source de matériaux de construction pour des logements neufs.

### Découvertes archéologiques

Vestiges découverts de l'amphithéâtre entre 2004 et 2006 à Sofia.

L'existence d'un amphithéâtre romain dans l'ancienne Serdica est attestée depuis 1919, quand une plaque en pierre représentant la façade de l'amphithéâtre et des combats de gladiateurs et d'animaux sauvages est déterrée près de ce qui est aujourd'hui le bâtiment du chef de gouvernement de la Bulgarie. La plaque montre des crocodiles, des ours, des taureaux et des chats sauvages impliqués dans des combats. Cette pierre devait être debout devant l'entrée de Serdica afin de servir de publicité pour ces événements. La plaque est actuellement visible au musée national d'histoire à Sofia.
L'amphithéâtre est découvert par hasard en 2004, pendant les premières étapes de la construction d'un bâtiment qui va devenir l'Arena di Serdica Hotel,. Dans le paysage urbain moderne de Sofia, les ruines se trouvent au sud du boulevard Knyaz Aleksandar Dondukov, entre le siège social de l'Institut Goethe et l'ambassade du Royaume-Uni. En juillet 2006, la création des fondations du bureau de la National Electric Company a permis de mettre au jour de nouveaux vestiges archéologiques du bâtiment, même si à l'époque il n'était pas été certain que la structure romaine découverte faisait partie d'une grande arène. La porte est et la section de l'amphithéâtre présent dans l'hôtel (ce qui représente environ 1/6e de l'ensemble du bâtiment) ont été préservées et incorporées dans le rez-de-chaussée de l'hôtel. Ils sont librement accessibles pour les touristes pendant la journée, sauf le lundi, et comprend une petite exposition de pièces de monnaie et des céramiques découvertes sur le site. En 2007, la porte ouest et la partie de l'amphithéâtre adjacente au bureau de la National Electric Company ont été mis au jour après qu'une campagne ait commencé pour empêcher la construction de l'immeuble prévu initialement sur le site.

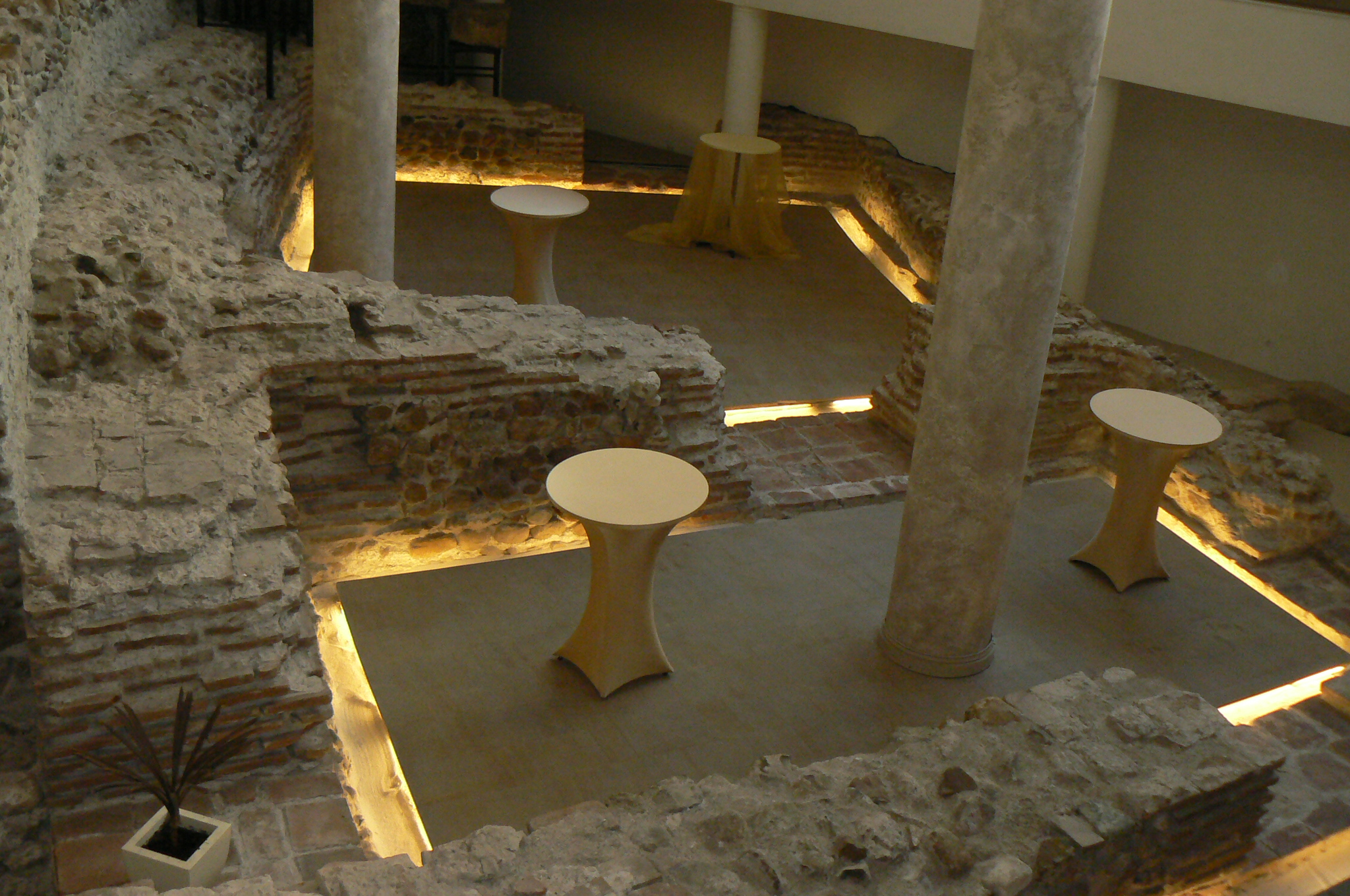
Vestiges de la partie est de l'amphithéâtre présents à l'intérieur de l'hôtel.
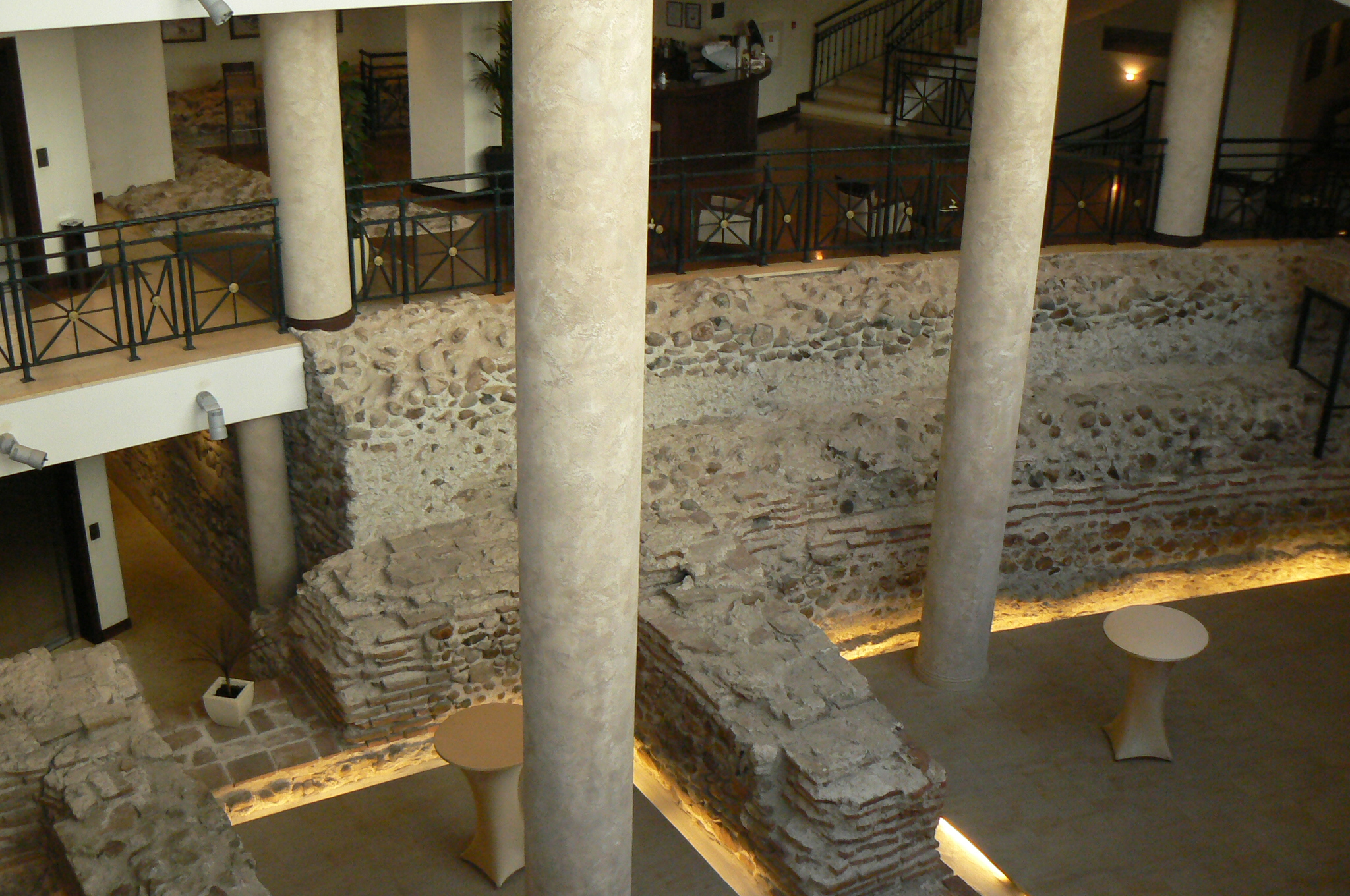
Rez-de-chaussée de l'hôtel.
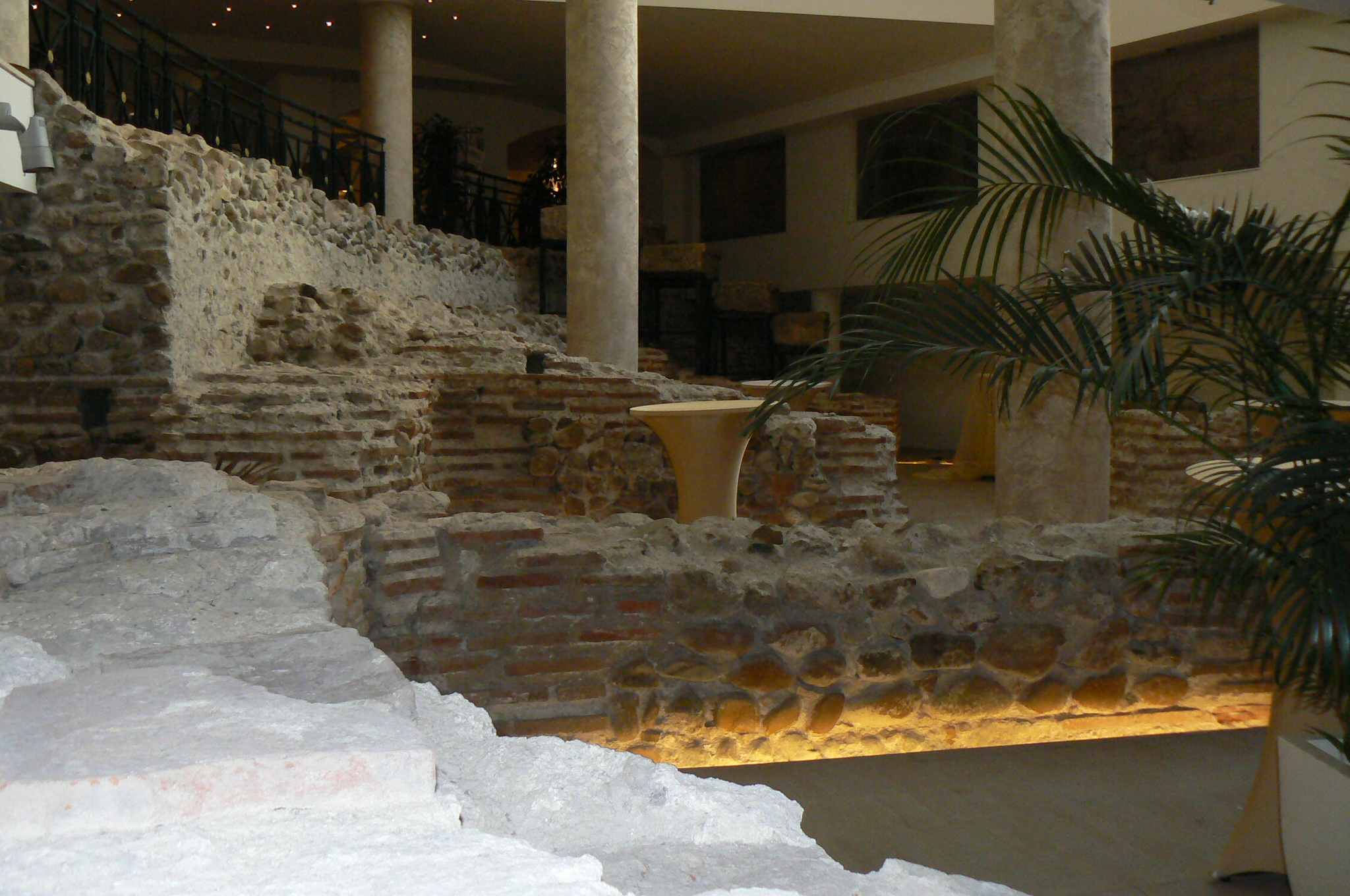
Les murs sont construits avec la technique de l'opus mixtum.

## Description
Avec ses dimensions d'origine de soixante mètres sur quarante-trois mètres, l'arène de l'amphithéâtre de Serdica est souvent citée comme ayant eu dix mètres de moins que celle du Colisée dans la capitale impériale romaine,. Il est classé parmi les plus importants en taille dans la partie orientale de l'empire et est le plus grand des amphithéâtres romains de la Bulgarie moderne, devant celui de Diocletianopolis (en) (aujourd'hui Hisarya) et Marcianopolis (aujourd'hui Devnya). En termes d'architecture, l'amphithéâtre est comparable aux arènes de Lutèce (aujourd'hui Paris) et est conçu pour accueillir entre 20 000 ou 25 000. Comme la majorité des arènes de la région méditerranéenne, l'amphithéâtre de Serdica a une orientation est-ouest. Il se situe à l'extérieur des murs de la ville de Serdica.
Les rangs réservés aux personnalités de haut rang se trouvent dans la partie sud de l'amphithéâtre, près de ce qui est aujourd'hui la Galerie nationale des beaux-arts. L'amphithéâtre dispose de deux portes principales, une à ouest et une autre à l'est, reliés par un canal d'eau souterrain. La porte de l'ouest, qui atteint trois mètres et demi de largeur, est surmonté par un arc de cinq mètres de hauteur. Parmi les ruines déterrées et conservées, se trouvent l'entrée principale, le niveau souterrain, une partie de la section principale comportant au moins sept sièges pour les spectateurs et les portes coulissantes pour permettre aux animaux d'entrer dans l'arène. La technique de construction employée pour une partie de l'amphithéâtre est celle de l'opus mixtum. Différents objets ont été découverts lors des fouilles de l'amphithéâtre notamment des os d'ours et de sangliers, des centaines de pièces de monnaie en bronze et des pierres d'argile où figurent des empreintes de chèvres, de chiens et de chats.

## Annexe

#### Ouvrages
- Bulgarie. Guide de tourisme, Paris, Michelin, 2009, 384 p. (ISBN 978-2-06-713911-4)
- (en) Annie Kay, Bulgaria : The Bradt Travel Guide, Bradt Travel Guides, 2008, 296 p. (ISBN 978-1-84162-155-5, lire en ligne)

#### Articles
- (en) Evgeni Paunov, « Roman entertainment in Sofia-Serdica », Minerva: The International Review of Ancient Art & Archaeology,‎ 2007 (ISSN 0957-7718)
- (bg) Evgeni Paunov, « Антиной в Сердика: рядък медальон на фаворита на Хадриан от Софийския амфитеатър », БУДИТЕЛ,‎ 2010 (ISSN 1312-7829)